# Höchstädt im Fichtelgebirge
Höchstädt im Fichtelgebirge (amtlich „Höchstädt i.Fichtelgebirge“), bis 1995 Höchstädt bei Thiersheim, ist eine Gemeinde und deren Hauptort im oberfränkischen Landkreis Wunsiedel im Fichtelgebirge.

## Gemeindegliederung
Es gibt sechs Gemeindeteile (in Klammern ist der Siedlungstyp angegeben):
- Braunersgrün (Dorf)
- Hofmühle (Weiler)
- Höchstädt im Fichtelgebirge (Pfarrdorf)
- Rügersgrün (Dorf)
- Tännig (Einöde)
- Witzlebensmühle (Einöde)

## Geschichte

### Bis zur Gemeindegründung und -fusion
Urkundlich wurde die Siedlung 1298 erstmals erwähnt. Höchstädt gehörte zu den ersten Erwerbungen der Burggrafen von Nürnberg im späteren Sechsämterland, die im Amt Hohenberg/Wunsiedel zusammengefasst wurden. Die Vorbesitzer waren wahrscheinlich die Herren von Hohenberg. Im Ort gab es zwei Rittergüter, die beide von den Burggrafen von Nürnberg, beziehungsweise den späteren Markgrafen zu Brandenburg zu Lehen gingen: Oberhöchstädt und Unterhöchstädt. Das Rittergut Oberhöchstädt befand sich von 1398 bis 1559 im Besitz der egerländischen Reichsministerialenfamilie Rorer. Auf diese folgten die aus Thüringen stammenden Herren von Witzleben. Im Dreißigjährigen Krieg wurde das Rittergut Oberhöchstädt weitgehend zerstört und seine Besitzer kamen ihren Lehenspflichten nicht mehr nach. Deshalb wurde es durch Markgraf Christian zu Brandenburg-Kulmbach als verwirkt eingezogen und 1644 für 6200 Gulden an die Wunsiedler Hospitalstiftung verkauft. Diese erwarb zumindest die Rittergutsgebäude im Jahr 1982 von der Familie Rohrer zurück, sie besitzen heute wieder Nachkommen der spätmittelalterlichen Eigentümer. Sie betreiben dort neben einer Kunstgalerie das Schlossmuseum Höchstädt. Das Rittergut Unterhöchstädt besaß um 1370 die Familie von Uttenhofen, es kam dann an die Niederadelsfamilie Santner und wurde 1413 von den ursprünglich von der Burg Rabeneck bei Waischenfeld in der Fränkischen Schweiz stammenden Herren von Rabenstein erworben. Diese waren bis 1534 im Besitz des Rittergutes, dann folgten ihnen die Herren von Haidenaab. Im Dreißigjährigen Krieg wurde Unterhöchstädt in arge Mitleidenschaft gezogen; 1668 gelangte das Rittergut an die Herren von Waldenfels, die das Schloss bis 1847 bewohnten. Bald darauf ging das durch Brand beschädigte Schloss Unterhöchstädt in den Besitz der Gemeinde über. Nach einer langjährigen Nutzung als Schulhaus dient es heute als Sitz der Gemeindeverwaltung und zu Wohnzwecken.
Im Jahre 1791 war Höchstädt mit dem Markgraftum Bayreuth zu Preußen gelangt. 1806 besetzten es französische Truppen, 1810 kam der Ort zu Bayern. 1818 entstanden die Gemeinden Unter- und Oberhöchstädt, 1821 erfolgte die Vereinigung zur Gemeinde Höchstädt.

### Namensänderung
Im Jahr 1995 wurde der Ortsname von Höchstädt bei Thiersheim in Höchstädt im Fichtelgebirge geändert.

### Eingemeindungen
Im Jahr 1923 wurde Tännig eingemeindet. Im Zuge der Gebietsreform in Bayern wurde am 1. Januar 1978 ein Teil der aufgelösten Gemeinde Neudes mit damals etwa 100 Einwohnern eingegliedert.

### Einwohnerentwicklung
Zwischen 1988 und 2018 sank bzw. stagnierte die Einwohnerzahl von 1092 auf 1080 um 12 bzw. um 1,1 %.

## Politik
Die Gemeinde ist Mitglied der Verwaltungsgemeinschaft Thiersheim.

### Bürgermeister
Erster Bürgermeister ist Gerald Bauer (CSU). Er wurde in einer Stichwahl am 30. März 2014 mit 55,5 % zum Nachfolger von Rudolf Reichel (CSU) gewählt und 2020 mit 76,5 % der Stimmen im Amt bestätigt.

### Gemeinderat
|      | CSU | SPD | Parteilose Liste/Freie Wahlgemeinschaft | GRÜNE | Gesamt   |
| 2020 | 5   | 4   | 2                                       | 1     | 12 Sitze |
| 2014 | 5   | 4   | 3                                       | –     | 12 Sitze |
| 2008 | 5   | 4   | 3                                       | –     | 12 Sitze |
| 2002 | 6   | 4   | 2                                       | –     | 12 Sitze |

### Wappen
| Wappen von Höchstädt im Fichtelgebirge | Blasonierung: „Unter einem von Silber und Schwarz gevierten Schildhaupt geviert von Rot und Schwarz, belegt mit einem silbernen Balken.“ |
| Wappen von Höchstädt im Fichtelgebirge | Wappenbegründung: Das Wappen ist aus den Wappen der Familie Rohrer (unterer Teil) und der Familie von Hohenzollern (schwarz-silberne Vierung) zusammengesetzt. Die Familie Rohrer ist wegen ihrer langen Tradition auf dem Schloss Oberhöchstädt im Wappen vertreten. Die Familie von Hohenzollern herrschte 500 Jahre über das Sechsämterland, in dem Höchstädt liegt. Um an diese Verbindung zu erinnern, wurde die schwarz-silberne Vierung in das Wappen aufgenommen. Wappengeschichte: Dieses Wappen wird seit 1954 geführt. |

## Sehenswürdigkeiten
- Evangelische Peter- und Paul-Kirche
- Rathaus
- Schlossmuseum
- Töpferhof, eine Erlebnistöpferei
- „Stoakirch’n“ eine Felsformation auf dem Schlosshügel
- Hofmühle
- Adelsmühle
- Gasthof Reichsadler
- Gasthof zur Hölle (unverändert seit 1902)
- Berggaststätte Schlosshügel (seit 1910)
- Gasthof Einhorn